# Tadeusz Olsza

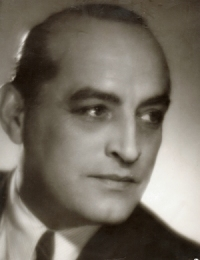
Tadeusz Olsza

Tadeusz Olsza Tadeusz Olsza (tên khai sinh: Tadeusz Blomberg; sinh ngày 3 tháng 12 năm 1895 tại Warsaw - mất ngày 1 tháng 6 năm 1975 tại London) là một diễn viên điện ảnh, diễn viên sân khấu, ca sĩ tạp kỹ, vũ công và đạo diễn người Ba Lan.

## Sự nghiệp
Từ năm 1915 đến năm 1917, Tadeusz Olsza dạy các lớp thanh nhạc tại Nhạc viện Warsaw. Kể từ năm 1921, ông tham gia biểu diễn tại các cabaret ở Warsaw như Stańczyk, Karuzela, Nietoperz (The Bat), Stara Banda, Qui Pro Quo, Perskie Oko, Morskie Oko, Nowości và Cyruliku Warszawskim.
Ngoài ra, Tadeusz Olsza còn được biết đến là một vũ công tango tuyệt vời. Ông hợp tác với hai chị em Loda và Zizi Halama trong tác phẩm Tysiąc pięknych dziewcząt (A thousand beautiful girls). Ông cũng từng biểu diễn cùng Stanisława Nowicka, người được mệnh danh là "Nữ hoàng Tango."
Tadeusz Olsza bắt đầu sự nghiệp diễn xuất với những vai diễn nhỏ trong các bộ phim của Đức (Mater Dolorosa và Jugendliebe). Tại Ba Lan, ông cũng xuất hiện trong các bộ phim, bao gồm Uwiedziona, Krzyk w nocy, O czym się nie mówi, Głos Serca, Antek Policmajster, Jaśnie pan szofer, và Jego wielka miłość.